# Férfi kézilabda-Európa-bajnokság
A férfi kézilabda-Európa-bajnokság az Európai Kézilabda-szövetség szervezésében, minden páros évben, kétévente megrendezésre kerülő nemzetközi kézilabdatorna.
Az első Eb-t 1994-ben rendezték, hasonlóan a női Európa-bajnokságokhoz. A férfi Eb-ket jellemzően januárban rendezik meg, ahol a selejtezőket követően 24 nemzet válogatottja vesz részt.

## Tornák
A férfiaknál a svéd együttes idáig ötször volt Európa-bajnok. Magyarország nem szerzett érmet a kontinenstornán.
| Év   | Rendező                            | Döntő           | Döntő        | Döntő           | Bronzmérkőzés   | Bronzmérkőzés | Bronzmérkőzés      |
| Év   | Rendező                            | Aranyérmes      | Eredmény     | Ezüstérmes      | Bronzérmes      | Eredmény      | Negyedik helyezett |
| ---- | ---------------------------------- | --------------- | ------------ | --------------- | --------------- | ------------- | ------------------ |
| 1994 | · Portugália                       | · Svédország    | 34–21        | · Oroszország   | · Horvátország  | 24–23         | · Dánia            |
| 1996 | · Spanyolország                    | · Oroszország   | 23–22        | · Spanyolország | · Jugoszlávia   | 26–25         | · Svédország       |
| 1998 | · Olaszország                      | · Svédország    | 25–23        | · Spanyolország | · Németország   | 30–28 (h.u.)  | · Oroszország      |
| 2000 | · Horvátország                     | · Svédország    | 32–31 (h.u.) | · Oroszország   | · Spanyolország | 24–23         | · Franciaország    |
| 2002 | · Svédország                       | · Svédország    | 33–31 (h.u.) | · Németország   | · Dánia         | 29–22         | · Izland           |
| 2004 | · Szlovénia                        | · Németország   | 30–25        | · Szlovénia     | · Dánia         | 31–27         | · Horvátország     |
| 2006 | · Svájc                            | · Franciaország | 31–23        | · Spanyolország | · Dánia         | 32–27         | · Horvátország     |
| 2008 | · Norvégia                         | · Dánia         | 24–20        | · Horvátország  | · Franciaország | 36–26         | · Németország      |
| 2010 | · Ausztria                         | · Franciaország | 25–21        | · Horvátország  | · Izland        | 29–26         | · Lengyelország    |
| 2012 | · Szerbia                          | · Dánia         | 21–19        | · Szerbia       | · Horvátország  | 31–27         | · Spanyolország    |
| 2014 | · Dánia                            | · Franciaország | 41–32        | · Dánia         | · Spanyolország | 29–28         | · Horvátország     |
| 2016 | · Lengyelország                    | · Németország   | 24–17        | · Spanyolország | · Horvátország  | 31–24         | · Norvégia         |
| 2018 | · Horvátország                     | · Spanyolország | 29–23        | · Svédország    | · Franciaország | 32–29         | · Dánia            |
| 2020 | Ausztria / Norvégia / Svédország   | · Spanyolország | 22–20        | · Horvátország  | · Norvégia      | 28–20         | · Szlovénia        |
| 2022 | Magyarország / Szlovákia           | · Svédország    | 27–26        | · Spanyolország | · Dánia         | 35–32 (h.u.)  | · Franciaország    |
| 2024 | · Németország                      | · Franciaország | 33–31 (h.u.) | · Dánia         | · Svédország    | 34–31         | · Németország      |
| 2026 | Dánia / Svédország / Norvégia      |                 |              |                 |                 |               |                    |
| 2028 | Spanyolország / Portugália / Svájc |                 |              |                 |                 |               |                    |
| 2030 | Csehország / Lengyelország / Dánia |                 |              |                 |                 |               |                    |
| 2032 | Németország / Franciaország        |                 |              |                 |                 |               |                    |

## Éremtáblázat
Az alábbi táblázat az 1994–2024-ig megrendezett férfi Európa-bajnokságokon érmet nyert csapatokat tartalmazza.
(Az egyes számoszlopok legmagasabb értéke, vagy értékei vastagítással kiemelve.)
| Helyezés | Nemzet        | Arany | Ezüst | Bronz | Összesen |
| 1.       | Svédország    | 5     | 1     | 1     | 7        |
| 2.       | Franciaország | 4     | 0     | 2     | 6        |
| 3.       | Spanyolország | 2     | 5     | 2     | 9        |
| 4.       | Dánia         | 2     | 2     | 4     | 8        |
| 5.       | Németország   | 2     | 1     | 1     | 4        |
| 6.       | Oroszország   | 1     | 2     | 0     | 3        |
| 7.       | Horvátország  | 0     | 3     | 3     | 6        |
| 8.       | Szlovénia     | 0     | 1     | 0     | 1        |
|          | Szerbia       | 0     | 1     | 0     | 1        |
| 10.      | Jugoszlávia   | 0     | 0     | 1     | 1        |
|          | Izland        | 0     | 0     | 1     | 1        |
|          | Norvégia      | 0     | 0     | 1     | 1        |
|          |               |       |       |       |          |
| Összesen | Összesen      | 16    | 16    | 16    | 48       |